# Szürkemellű csillagosgalamb
A szürkemellű csillagosgalamb (Gallicolumba beccarii) a madarak osztályának galambalakúak (Columbiformes) rendjéhez és a galambfélék (Columbidae) családjához tartozó  faj.

## Előfordulása
Indonéziában, Pápua Új-Guineában és a Salamon-szigeteken honos.

## Alfajai
- Gallicolumba beccarii admiralitatis
- Gallicolumba beccarii beccarii
- Gallicolumba beccarii eichhorni
- Gallicolumba beccarii intermedia
- Gallicolumba beccarii johannae
- Gallicolumba beccarii masculina
- Gallicolumba beccarii solomonensis